# Павлов Євген Федорович
Євген Федорович Павлов (нар. 9 жовтня 1941, Омськ — пом. 2020) — український живописець; член Чернігівської організації Спілки художників України з 1988 року. Заслужений художник України з 2004 року.

## Біографія
Народився 9 жовтня 1941 року в місті Омську (нині Росія). Упродовж 1958—1962 років навчався в Республіканській середній художній школі імені Тараса Шевченка у Києві, де його викладачами були зокрема Петро Жаров і Володимир Кравченко.
На початку 1980-х років переїхав до Чернігова. Жив у будику на вулиці Попудренка, № 10, квартира № 35 та у будинку на вулиці Попудренка, № 11, квартира № 51. 2017 року йому була призначена державна стипендія, як видатному діячу мистецтва. Помер у 2020 році.

## Творчість
Працював у галузі станкового живопису, створював тематичні картини, пейзажі, натюрморти та портрети. Серед робіт:
- «Зимова тиша» (1975, полотно, олія);
- «Чернігівщина» (1985, полотно, олія);
- «Розмова» (1988, полотно, олія);
- «Сніданок» (1997, полотно, олія);
- «Старе дзеркало» (1998, полотно, олія);
- «Балет № 1» (1998, полотно, олія);
- «Чернігів відпочиває» (2001);
- «Сонячний ранок» (2002);
- «Різдвяний день» (2007);
- «Травневий день» (2008);
- «Чоловіча розмова» (2008).

Автор мозаїчної композиції «Материнство» (14Х5,5 метрів) на фасаді пологового будинку у Чернігові (1989). Панно у вересні 2019 року демонтували і зараз воно зберігається у фондах Чернігівського художнього музею, як і деякі полотна митця.